# František Kundra
František Kundra (ur. 2 maja 1980 w Bardejowie) – słowacki piłkarz, grający na pozycji pomocnika.